# Elefant der Bastille

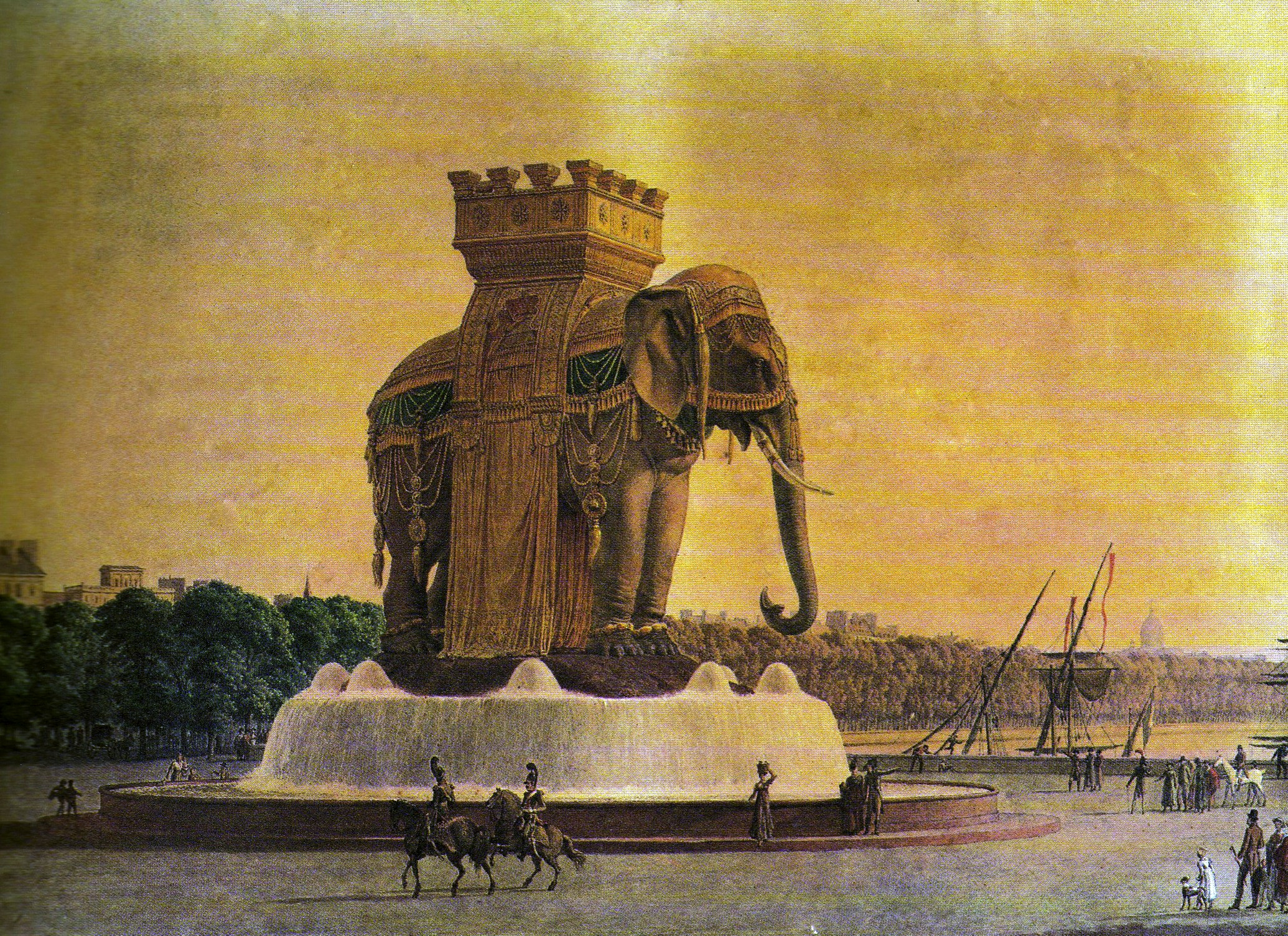
Zeitgenössisches Bild des Elefantenprojekts

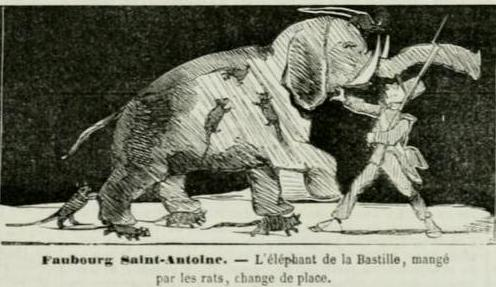
Zeitgenössische Karikatur

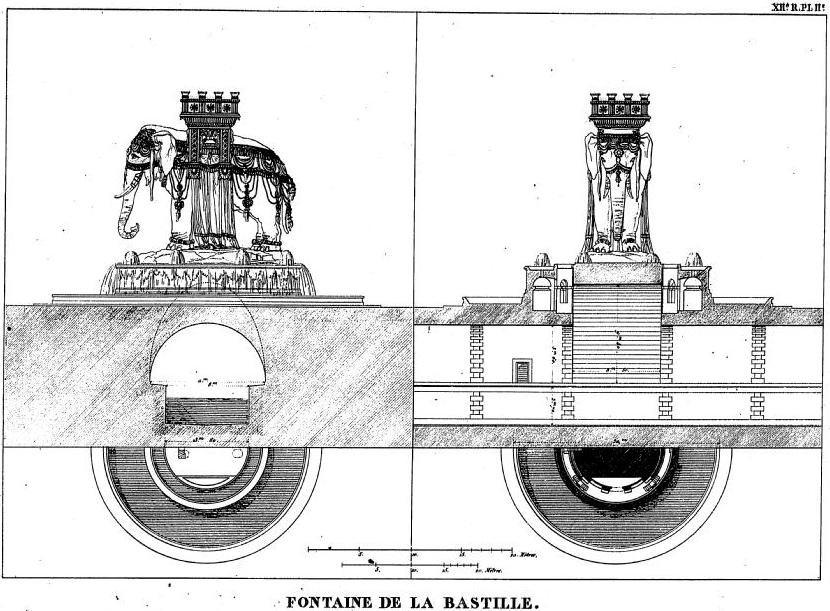
Plan des Denkmals

Der Elefant der Bastille (französisch: Éléphant de la Bastille) war ein von 1813 bis 1846 bestehendes Wahrzeichen von Paris.

## Geschichte
Napoleon Bonaparte wollte zunächst am Ort der abgerissenen Bastille seinen Triumphbogen errichten lassen, 1806 entschied man sich aber für die heutige Stelle in der Mitte der Place de l’Étoile.
Der Grundstein zu einer Brunnenanlage auf der Place de la Bastille wurde bereits am 2. Dezember 1808 durch Innenminister Cretet gelegt. Der Kaiser äußerte daraufhin in einem Brief an Cretet vom 21. Dezember 1808 sehr konkrete Vorstellungen über das Aussehen jener Kolossalstatue eines Elefanten, die im Zentrum der Wasserfläche stehen sollte. Mit Dekret vom 9. Februar 1810 ordnete schließlich der Kaiser an, auf dem Platz einen monumentalen Brunnen in Form eines Bronzeelefanten gießen zu lassen. Als Architekt wurde Jean-Antoine Alavoin (1777–1834) bestellt. Das Metall sollte von den eroberten Kanonen der spanischen Aufständischen kommen. Der Elefant sollte Wasser aus seinem Rüssel verspritzen und als Aussichtspunkt einen turmartigen Sattel tragen. Auf persönlichen Wunsch des Kaisers sollte er zudem inmitten einer größeren, kreisrunden Wasserfläche stehen. Ein ähnliches Projekt hatte schon 1758 unter Ludwig XV. bestanden.
Zu der für Ende 1811 vorgesehenen Enthüllung der fertigen Statue kam es allerdings nicht. Der Bildhauer Pierre-Charles Bridan musste zunächst ein Modell aus Holz und Gips erstellen („50 Fuß lang und 45 hoch“). Dieses wurde am Rand des Platzes aufgestellt und wurde 1814 bis 1846 zum realen Elefanten des Bastilleplatzes.
Nach dem Sturz Napoleons befahl der Innenminister am 4. Juli 1815 die Einstellung der Arbeiten am Monument. Die Restauration hatte andere Pläne für die Place de la Bastille, die nun Place Saint-Antoine hieß. Unter anderem wurde eine Statuengruppe der Entführung Europas durch Jupiter als Stier oder ein Standbild Ludwigs XVIII. als Förderer der Künste und Industrien in Betracht gezogen. Auch der Elefant wurde wieder erwogen. Währenddessen dominierte der Gipselefant nach wie vor die Ostseite des Platzes, etwa im Bereich der heutigen Opéra Bastille. Er wurde in Reiseführern erwähnt, in Franz Grillparzers Reisetagebüchern, bei Honoré de Balzac und er taucht auch bei Heinrich Heine zweimal auf. Ungeachtet einzelner Stimmen, die für die Beibehaltung des Projektes eintraten, wurde stattdessen die Errichtung der Julisäule beschlossen und diese am 28. Juli 1840 enthüllt.
Der seit 1814 am Rande des Platzes stehende Gipselefant bestand noch einige Zeit. Von den Anrainern wurde er allerdings weniger geschätzt, weil er angeblich lichtscheuem Gesindel als Unterschlupf diente.
Am 19. Juni 1846 ordnete der Präfekt von Paris den Abriss des baufälligen und von zahlreichen Ratten bewohnten Gipselefanten an. Bis September verschwand damit ein Wahrzeichen von Paris. Victor Hugo setzte ihm 1862 ein literarisches Denkmal und machte ihn zum Wohnort des heroischen Gassenjungen Gavroche und zum Schauplatz einer der Szenen seines Romans Les Misérables (4. Teil, 6. Buch).

## Heinrich Heine über die Diskussionen um den Elefanten
„Paris, 29. Juli 1842: Der Gemeinderat von Paris hat beschlossen, das Elefantenmodell, das auf dem Bastillenplatz steht, nicht zu zerstören, wie man anfangs beabsichtigte, sondern zu einem Gusse in Erz zu benützen und das hervorgehende Monument am Eingange der Barrière du Trône aufzustellen. Über diesen Munizipalbeschluß spricht das Volk der Faubourgs Saint-Antoine und Saint-Marceau fast ebenso viel wie die höheren Klassen über die Regentschaftsfrage. Jener kolossale Elefant von Gips, welcher schon zur Kaiserzeit aufgestellt ward, sollte später als Modell des Denkmals dienen, das man der Juliusrevolution auf dem Bastillenplatze zu widmen gedachte. Seitdem ward man andern Sinnes, und man errichtete zur Verherrlichung jenes glorreichen Ereignisses die große Juliussäule. Aber die Forträumung des Elefanten erregte große Besorgnisse. Es ging nämlich unter dem Volk das unheimliche Gerücht von einer ungeheuren Anzahl Ratten, die sich im Innern des Elefanten eingenistet hätten, und es sei zu befürchten, daß, wenn man die große Gipsbestie niederreiße, eine Legion von kleinen, aber sehr gefährlichen Scheusalen zum Vorschein käme, die sich über die Faubourgs Saint-Antoine und Saint-Marceau verbreiten würden. Alle Unterröcke zitterten bei dem Gedanken an solche Gefahr, und sogar die Männer ergriff eine unheimliche Furcht vor der Invasion jener langgeschwänzten Gäste. Es wurden dem Magistrate die untertänigsten Vorstellungen gemacht, und infolge derselben vertagte man das Niederreißen des großen Gipselefanten, der seitdem jahrelang auf dem Bastillenplatze ruhig stehenblieb. Sonderbares Land! Wo trotz der allgemeinen Zerstörungssucht sich dennoch manche Dinge erhalten, da man allgemein die schlimmeren Dinge fürchtet, die an ihre Stelle treten könnten! Wie gern würden sie den Ludwig Philipp niederreißen, diesen großen klugen Elefanten, aber sie fürchten Se. Majestät den souveränen Rattenkönig, das tausendköpfige Ungetüm, das alsdann zur Regierung käme, und selbst die adeligen und geistlichen Feinde der Bourgeoisie, die nicht eben mit Blindheit geschlagen sind, suchen aus diesem Grunde den Juliusthron zu erhalten; nur die ganz Beschränkten, die Spieler und Falschspieler unter den Aristokraten und Klerikalen, sind Pessimisten und spekulieren auf die Republik oder vielmehr auf das Chaos, das unmittelbar nach der Republik eintreten dürfte.“